# Peter Schießl
Peter Schießl (* 7. Juli 1943 in München; † 3. Juli 2017 in  Lærdal, Norwegen) war ein deutscher Bauingenieur. Er war Professor für Werkstoffkunde und Werkstoffprüfung an der TU München.

## Biografie
Schießl studierte 1962 bis 1967 Bauingenieurwesen an der TU München und war danach wissenschaftlicher Mitarbeiter im Institut für Massivbau. 1973 wurde er promoviert (Dissertation Zur Frage der zulässigen Rißbreite und der erforderlichen Betondeckung im Stahlbetonbau unter besonderer Berücksichtigung der Karbonatisierung des Betons). Danach leitete er die Abteilung Anwendungstechnik und war stellvertretender Direktor am IBS Institut für Betonstahl in München.
1985 wurde er als Nachfolger von Karlhans Wesche Professor für Baustoffkunde und Leiter des Instituts für Bauforschung an der RWTH Aachen. Dort leitete er bis 1998 das Institut für Baustoffforschung (ibac) der RWTH Aachen mit Rainer Sasse. Danach war er Professor für Baustoffkunde und Werkstoffprüfung an der TU München und Leiter der Abteilung Baustoff im Materialprüfungsamt für das Bauwesen als Nachfolger von Rubert Springenschmid. Dort gründete er das Centrum Baustoffe und Materialprüfung (cbm) und integrierte darin seinen Lehrstuhl und den für Gesteinshüttenkunde, den er initiiert hatte, sowie das Materialprüfungsamt Bau (MPA). Er begründete den Studiengang Baustoffingenieurwesen an der TU München; später wurde daraus der Master-Studiengang Baustoffe, Bauchemie und Instandsetzung. 2008 wurde er emeritiert.
2000 war er Mitgründer des Ingenieurbüros Schießl Gehlen Sodeikat.

## Werk
Schießl befasste sich seit seiner Dissertation mit der Bemessung von Stahlbeton auf Dauerhaftigkeit. Seine Forschung dazu fand auch Eingang in die DIN 1045, die er schon in ihrer Fassung von 1972 als nicht ausreichend für eine angemessene Nutzungsdauer des Bauwerks hinsichtlich der geforderten Mindestbetondeckung und Rissbreitenbegrenzung kritisierte. Seine Empfehlungen schlugen sich in der Fassung der DIN 1045 von 1988 nieder. In dem internationalen Gremium wirkte er an einer Bemessung für Dauerhaftigkeit nach dem Traglastverfahren für die internationalen Normen bei.
Schießl befasste sich auch mit Umweltverträglichkeit (zum Beispiel Widerstandsfähigkeit gegen Sulfate) und anderen Eigenschaften von Zuschlagstoffen im Beton, besonders Steinkohlenflugasche.

## Ehrungen und Mitgliedschaften
2005 erhielt er die Emil Mörsch Denkmünze. 2007 erhielt er den Swedish Concrete Award und 2008 die Ehrenmedaille des fib (Fédération internationale du béton).
1997 bis 2004 war er Vorsitzender des Deutschen Ausschusses für Stahlbeton (DAfStb).
Er erhielt 2004 das Bundesverdienstkreuz und war Ehrendoktor der Bauhaus-Universität Weimar (2003).

## Schriften (Auswahl)
- Zur Frage der zulässigen Rissbreite und der erforderlichen Betondeckung im Stahlbeton unter besonderer Berücksichtigung der Karbonatisierung des Betons, DAfStb Heft 255, Berlin: Ernst 1976 (= Dissertation)
- Einfluss von Rissen auf die Dauerhaftigkeit von Stahlbeton- und Spannbetonbauteilen, in: DAfStb-Heft 370, Berlin: Ernst 1986
- Grundlagen der Neuregelung zur Beschränkung der Rißbreite, in: DAfStb-Heft 400 – Erläuterungen zu DIN 1045 „Beton- und Stahlbeton“, Ausgabe 07.1988, Deutscher Ausschuss für Stahlbeton (DAfStb), Beuth Verlag 1989
- mit Reiner Härdtl: Steinkohlenflugasche im Beton – Untersuchungen über Wirkung und Anrechenbarkeit, beton 11–1993, S. 576
- mit Udo Wiens, Fritz Grahn: Verbesserung der Undurchlässigkeit, Beständigkeit und Verformungsfähigkeit von Beton, Beuth 1996
- mit Christoph Müller: Betonwaren mit Recyclingzuschlägen, in: DAfStb Heft 529, Berlin: Beuth 2002
- mit Karsten Beckhaus, Patrick Wenzel: Dauerhaftigkeit von Betondeckenoberflächen, Forschung Straßenbau und Straßenverkehrstechnik 902, Bremerhaven 2004
- mit Jürgen Huber: Nachweisverfahren zur Beurteilung der Wirksamkeit von Nachbehandlungsmitteln (NBM), Forschung Straßenbau und Straßenverkehrstechnik 938, Bremerhaven 2006
- mit Patrick Wenzel, Thomas Teichmann: Beständigkeit unterschiedlicher Texturgeometrien von Straßenbetonoberflächen unter Berücksichtigung der Betonzusammensetzung : Rezeptur- und Texturoptimierung, Forschung Straßenbau und Straßenverkehrstechnik 984, Hrsg. Bundesministerium für Verkehr, Bau und Stadtentwicklung, Bremerhaven: Wirtschaftsverl. NW, Verl. für Neue Wiss. 2008
- mit Patrick Wenzel: Messung der Texturveränderung auf bestehenden Fahrbahnoberflächen aus Beton mit berührungslosen Oberflächen-Messgeräten und Kalibrierung im Labor, Forschung Straßenbau und Straßenverkehrstechnik 995, Bremerhaven 2008